# Őszi fűbagoly
Az őszi fűbagoly (Eugnorisma depuncta)  a rovarok (Insecta) osztályának a lepkék (Lepidoptera) rendjéhez, ezen belül a bagolylepkefélék (Noctuidae) családjához tartozó faj.

## Elterjedése
Egész Európában elterjedt, száraz területeken vagy meleg lejtőkön,  vegyes erdőkben, nedves patak völgyekben és a parkokban. Észak-Franciaországban, a Benelux-országok és  Németországban egyes nyugati régióiban hiányzik.

## Megjelenése
- lepke: szárnyfesztávolsága: 34–44 mm, az első szárnyak a világos barnától a sötét barnáig, a sárga-szürkéig változhatnak, de szintén barna árnyalatúak. Több fekete folt tarkítja, a hátsó szárnyak szürkés-barnák.
- hernyó:  sárga-szürke színű
- báb:  vörösesbarna

## Életmódja
- nemzedék: egy nemzedéke van egy évben, júliustól szeptemberig rajzik.
- hernyók tápnövényei: Pulmonaria mollis, Lamium , Vaccinium myrtillus, Urtica dioica.

## Fordítás
- Ez a szócikk részben vagy egészben  a   Basalfleck-Bodeneule című német Wikipédia-szócikk fordításán alapul.  Az eredeti cikk szerkesztőit annak laptörténete sorolja fel. Ez a jelzés csupán a megfogalmazás eredetét és a szerzői jogokat jelzi, nem szolgál a cikkben szereplő információk forrásmegjelöléseként.